# Constantin I. C. Brătianu
Dinu Brătianu (13 de enero de 1866 - 5 de mayo de 1950), nacido Constantin I. C. Brătianu, fue un político rumano, que dirigió el Partido Nacional Liberal (PNL) a partir de 1934.

## Comienzos

Los políticos de la familia Brătianu en la política rumana del siglo XIX y XX.

Nacido en la finca familiar Florica, en Ștefănești, en el condado de Argeș, fue hijo del famoso político rumano Ion C. Brătianu, y hermano de Ion Bratianu y Vintila Bratianu, todos ellos primeros ministros del país. Estudió ingeniería en la Universidad Politécnica de Bucarest y en la École nationale supérieure des mines de Paris.
Aunque fue elegido por primera vez al Parlamento de Rumanía en 1895 (y con escaño ininterrumpidamente entre 1910 y 1938), no ocupó puestos gubernamentales hasta el 1933-1934 (cuando fue ministro de finanzas). Durante los debates sobre la ampliación del derecho a voto de la década de 1910, se opuso al sufragio universal, declarándolo una aberración (1914). Aun así el derecho de voto se extendió debido a la presión popular durante la Primera Guerra Mundial, gobernando su partido.

## Con Carol y Antonescu

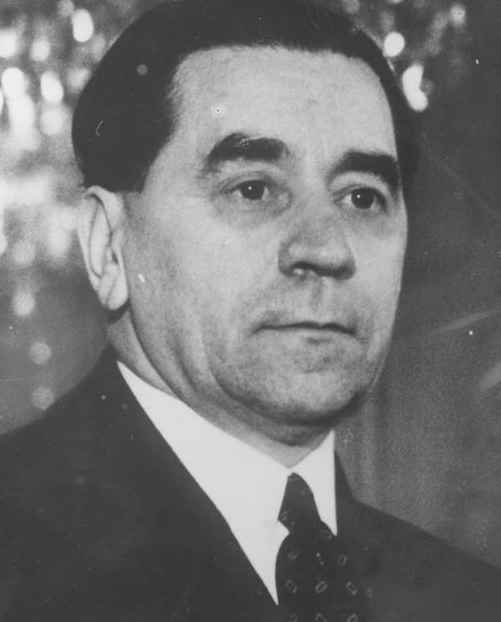
Gheorghe Tătărescu, aliado fiel del rey Carol II y principal rival de Brătianu por el control del PNL.

Tras el asesinato del primer ministro Ion G. Duca por la Guardia de Hierro (diciembre de 1933), se convirtió en jefe del PNL. Durante la segunda mitad de los años treinta fue un activo opositor al régimen cada vez más autoritario del rey Carol II y su primer ministro Gheorghe Tătărescu. Este, perteneciente al PNL del que Brătianu era el dirigente teórico, se fue acercando cada vez más al rey y enfrentándose a Brătianu. Esto, junto con la escisión de su sobrino Gheorghe I. Brătianu en 1930 a causa del regreso de Carol al país, hacía que el partido que encabezaba Constantin no fuese ya el que controlaba la política de la nación como en tiempos de sus hermanos Ionel y Vintilă. Tras la derrota de Tătărescu en las elecciones de diciembre de 1937, las únicas perdidas por un partido en el poder del periodo de entreguerras, Brătianu retomó el control del partido, al que volvió a unirse la facción escindida de su sobrino Gheorghe el 17 de enero de 1938.

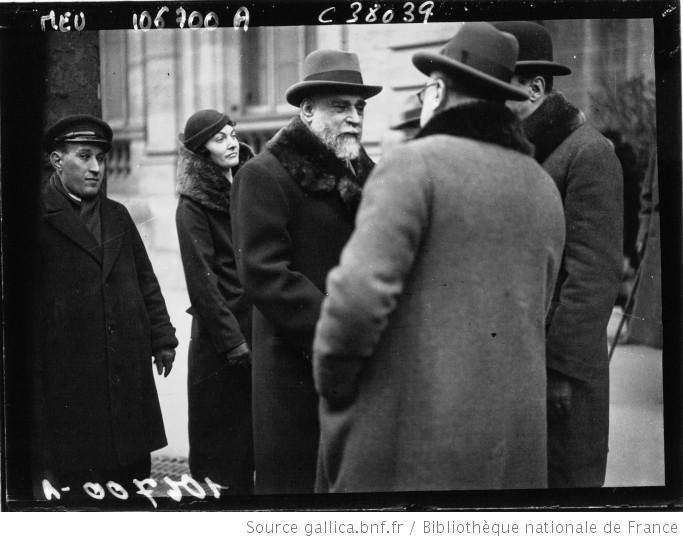
Brătianu, con barba, en París en 1933.

En septiembre de 1940 apoyó la exigencia de abdicación de Antonescu al rey, junto con Iuliu Maniu, dirigente del otro principal partido rumano, el nacional-campesino. Después de la abdicación de Carol y la supresión del régimen fascista conocido como Estado Nacional Legionario en enero de 1941, Brătianu ofreció su apoyo al dictador Ion Antonescu, ya que la estrecha relación de éste con la Alemania nazi había ayudado a Rumanía a recuperar los territorios que había cedido a la Unión Soviética tras el ultimátum de junio de 1940 (Besarabia y el norte de Bucovina), gracias a la participación rumana en la Operación Barbarroja, que Brătianu había respaldado. Su apoyo, junto con el de Maniu, se basaban en la ilusa esperanza de que Antonescu volvería a restablecer un régimen constitucional. Brătianu, al igual que Maniu, se opuso, sin embargo, a la extensión de la participación rumana más allá de los antiguos territorios, protestó por la imposición de la dictadura militar, y solicitó en vano la retirada del país de la contienda.
Las pérdidas infligidas a las tropas rumanas por los soviéticos y las ofensivas victoriosas de estos convencieron a Brătianu de apoyar el plan del rey Miguel para cambiar de bando. Formó parte, junto con Maniu, C. Titel Petrescu y Lucrețiu Pătrășcanu en la conjura que logró deponer a Antonescu y hacer cambiar de bando al país a finales de 1944.

## La posguerra mundial
Después del golpe de Estado real del 23 de agosto de 1944, fue nombrado ministro sin cartera en dos gobiernos sucesivos de Constantin Sănătescu. Como líder del PNL, no fue capaz de retrasar el crecimiento del poder del Partido Comunista Rumano, ya que el apoyo del partido había disminuido debido al apoyo anterior de Brătianu a Antonescu.
Trató de oponerse a los comunistas protestando a los representantes de Estados Unidos y del Reino Unido en Bucarest. El general norteamericano Cortlandt Van Rensselaer Schuyler,describió al hombre que había de luchar contra los comunistas como (1945):

En general, el Sr. Brătianu me ha decepcionado como líder político. Tiene casi 80 años y parece estar desperdiciando sus energías. A pesar de que está muy enojado por el estado actual de cosas, no ha ofrecido un programa constructivo para la recuperación, aparte de una oposición general a lo que él llama las desorbitadas e injustas exigencias de Rusia.

Se negó a ser parte del gabinete comunista formado por Petru Groza el 6 de marzo de 1945. 
Junto con Maniu, se negó a reconocer los resultados de las elecciones de 1946, amañadas a favor de los comunistas y sus aliados y los diputados de ambos partidos no asistieron al parlamento.
Detenido y encarcelado sin juicio, murió en 1950, probablemente en la prisión de Sighet.